# Heinz-Wolfgang Kuhn
Heinz-Wolfgang Kuhn (* 2. März 1934 in Coburg; † 1. Juli 2023) war ein deutscher Theologe und Hochschullehrer.

## Leben
Kuhn wurde 1934 als Sohn des evangelischen Pfarrers Horst Kuhn und dessen Ehefrau Therese (geb. Schubarth) geboren. Er studierte Evangelische Theologie an der Ruprecht-Karls-Universität Heidelberg und wurde 1963 mit der Dissertation Enderwartung und gegenwärtiges Heil in den Gemeindeliedern von Qumran zum Dr. theol. promoviert. In Heidelberg wurde er Mitglied der christlichen Studentenverbindung Heidelberger Wingolf. 1969 habilitierte er sich mit der Arbeit Ältere Sammlungen im Markusevangelium und wurde 1973 ebendort Professor für Neutestamentliche Theologie. Von 1972 bis 1980 war er Lehrstuhlvertreter an der Ruprecht-Karls-Universität Heidelberg, der Rheinischen Friedrich-Wilhelms-Universität Bonn und der Georg-August-Universität Göttingen. Von 1986 bis 1999 war er Professor an der Ludwig-Maximilians-Universität München. 1991 übernahm er die Kodirektion des Bethsaida-Projekts (Israel). Kuhn war verheiratet und hatte drei Kinder. Zu seinen Schülern gehört Wolfgang Fenske.
Heinz-Wolfgang Kuhn starb im Juni 2023 im Alter von 89 Jahren.

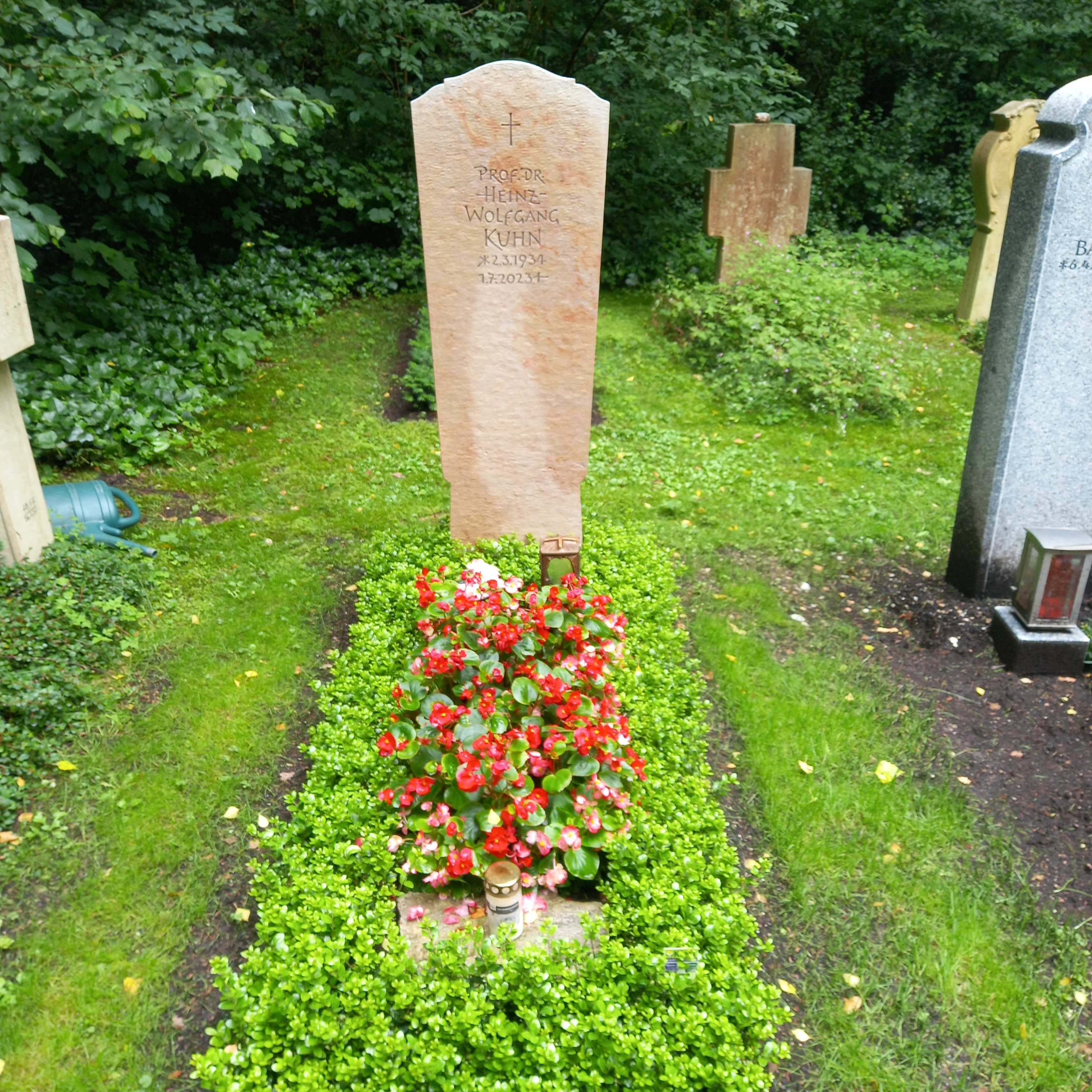
Das Grab von Heinz-Wolfgang Kuhn auf dem Waldfriedhof Solln in München

## Auszeichnungen
- 1978: Bonifatius-Medaille der Deutschen Bischofskonferenz
- 1998: Bundesverdienstkreuz am Bande

## Schriften (Auswahl)
- Enderwartung und gegenwärtiges Heil. Untersuchungen zu den Gemeindeliedern von Qumran mit einem Anhang über Eschatologie und Gegenwart in der Verkündigung Jesu. Vandenhoeck & Ruprecht, Göttingen 1966 (= Studien zur Umwelt des Neuen Testaments, Band 4).
- Ältere Sammlungen im Markusevangelium. Vandenhoeck & Ruprecht, Göttingen 1971, ISBN 3-525-53359-4 (= Studien zur Umwelt des Neuen Testaments, Band 8).
- Sehen und Hören in unvertagter Gegenwart. Ein Neutestamentler zu Siegward Sprotte. Christians, Hamburg 1984, ISBN 3-7672-0883-0.